# Inversión tectónica

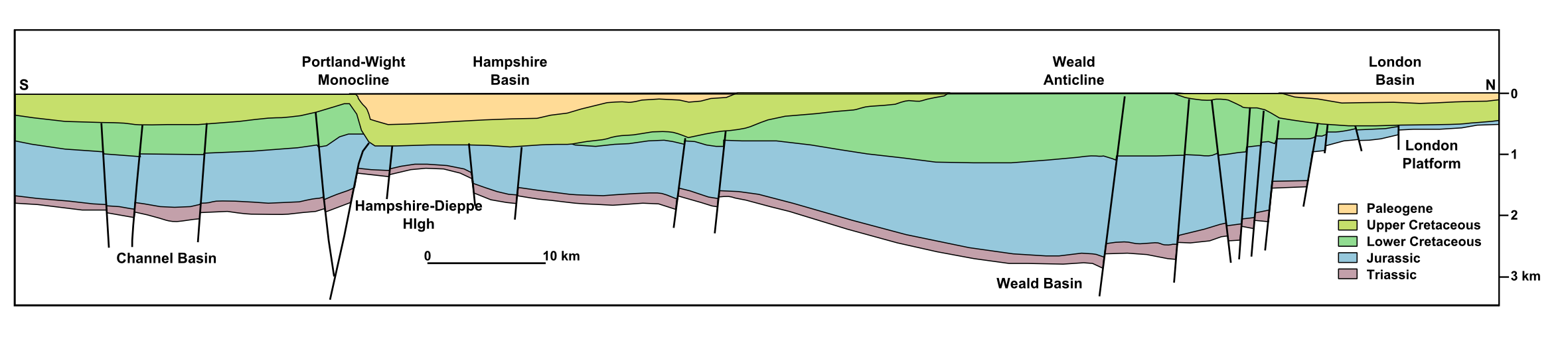
Sección vertical a través del sur de Inglaterra (Reino Unido) mostrando la naturaleza invertida de las cuencas del canal de la Mancha y el Weald.

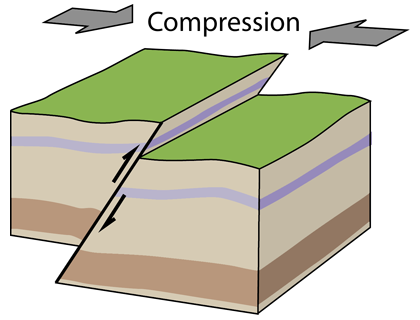
Diagrama de falla inversa que produce acortamiento horizontal y levantamiento. Este tipo de fallas son comunes donde ha habido inversión tectónica.

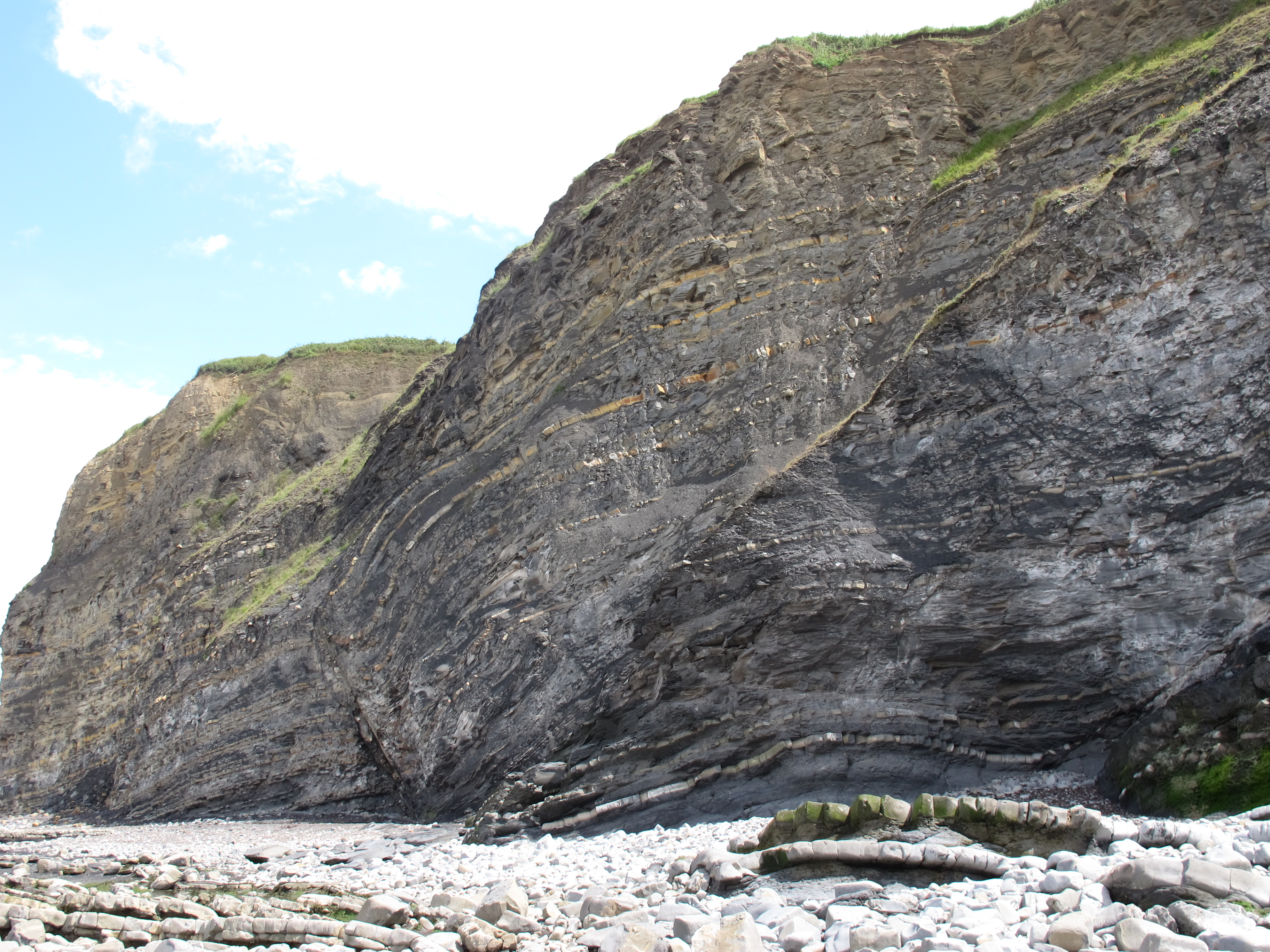
La falla de Quantocks Head, al oeste de Kilve, Somerset. Se observan los efectos de una antigua falla normal con una superimposición de plegamientos y cabalgamiento en la pared colgante.

La inversión tectónica es el proceso en cual corteza terrestre que ha pasado por un período de tectónica extensional entra en contracción horizontal. La inversión tectónica ocurre generalmente mediante fallas geológicas normales que se reactivan de forma reversa, produciendo una contracción horizontal. Aparte de la eventual reactivación de fallas antiguas, también pueden originarse fallas nuevas durante una inversión tectónica.
Adicionalmente, la inversión tectónica puede originar anticlinales de distintas longitudes de onda. Algunos autores sugieren que la contracción horizontal durante las inversiones tectónicas es menor apuntando al alto ángulo de buzamento de las fallas activas en el proceso lo que tiende más que nada a generar un levantamiento de la superficie. Dichos levantamientos de la superficie causan la subsecuente denudación del relieve.